# Mangasuli, Athni
Mangasuli là một làng thuộc tehsil Athni, huyện Belgaum, bang Karnataka, Ấn Độ.